# Billy Kidd
Pour les articles homonymes, voir Kidd.
Billy Kidd, né le 13 avril 1943 à Burlington (Vermont), est un ancien skieur alpin américain, originaire de Stowe (Vermont).

## Palmarès

### Jeux olympiques d'hiver
| Épreuve / Édition | Descente | Slalom géant | Slalom  |
| JO 1964 Innsbruck | 16e      | 7e           | Argent  |
| JO 1968 Grenoble  | 18e      | 5e           | Abandon |

### Championnats du monde
| Épreuve / Édition         | Descente | Slalom géant | Slalom  | Combiné |
| Mondiaux 1962 Chamonix    | —        | 15e          | 8e      | —       |
| JO 1964 Innsbruck         | 16e      | 7e           | Argent  | Bronze  |
| JO 1968 Grenoble          | 18e      | 5e           | Abandon | Abandon |
| Mondiaux 1970 Val Gardena | 5e       | 15e          | Bronze  | Or      |

### Coupe du monde
Billy Kidd obtient son meilleur classement général en 1968, avec la 7e place. Il est monté à trois reprises sur le podium, dont deux victoires en slalom, à Squaw Valley et Aspen.

#### Différents classements en Coupe du monde
| Saison / Épreuve | Saison / Épreuve | Général | Général | Descente | Descente | Slalom | Slalom | Slalom géant | Slalom géant |
| ---------------- | ---------------- | ------- | ------- | -------- | -------- | ------ | ------ | ------------ | ------------ |
| Saison / Épreuve | Saison / Épreuve | Class.  | Points  | Class.   | Points   | Class. | Points | Class.       | Points       |
| 1968             | 1968             | 7e      | 73      | 9e       | 17       | 10e    | 26     | 8e           | 30           |
| 1969             | 1969             | 13e     | 55      |          |          | 8e     | 40     | 12e          | 15           |
| 1970             | 1970             | 15e     | 45      | 12e      | 8        | 8e     | 29     | 19e          | 8            |

#### Détail des victoires
| Saison / Épreuve | Slalom       | Total |
| 1968             | Squaw Valley | 1     |
| 1969             | Aspen        | 1     |
| Total            | 2            | 2     |

### Arlberg-Kandahar
- Meilleur résultat : 8e place dans le slalom 1962 à Sestrières